# Кариётишкес
Кариётишкес (лит. Kariotiškės) — деревня в Лентварском старостве в Тракайском районе Литвы. Центр одноимённой сенюнайтии. Располагается в 2 км к северо-западу от города Лентварис.

## Физико-географическая характеристика
Располагается в 2 км к северо-западу от города Лентварис. Через деревню проходит линия железной дороги Вильнюс – Каунас, имеется ж/д остановка, один продуктовый магазин.

## История
С 1950 до 1995 год деревня была административным центром Карётишской апилинки.
Ранее в деревне располагались начальная школа, деревянный дворец конца XIX века, колхоз. 

## Современность
Административный центр Кариётишской сенюнайтии. Шестой по населению в Лентварском старостве населённый пункт.
В 5 километрах, возле Рикантая, расположена закрытая в 2008 году Карётишская свалка. Ныне на вершине холма бывшей свалки находится обзорная точка на Вильнюс.
В деревне активно возводят частные жилые дома, за счёт чего с 2011 по 2021 год население Карётишкес выросло более чем в два раза.

## Население
| 1905                           | 1931 | 1959 | 1970 | 1979 | 1989 | 2001 | 2011 | 2021 |
| ------------------------------ | ---- | ---- | ---- | ---- | ---- | ---- | ---- | ---- |
| 139                            | 176  | 157  | 179  | 175  | 151  | 176  | 222  | 324  |
| Гистограмма динамики населения |      |      |      |      |      |      |      |      |

## Изображения

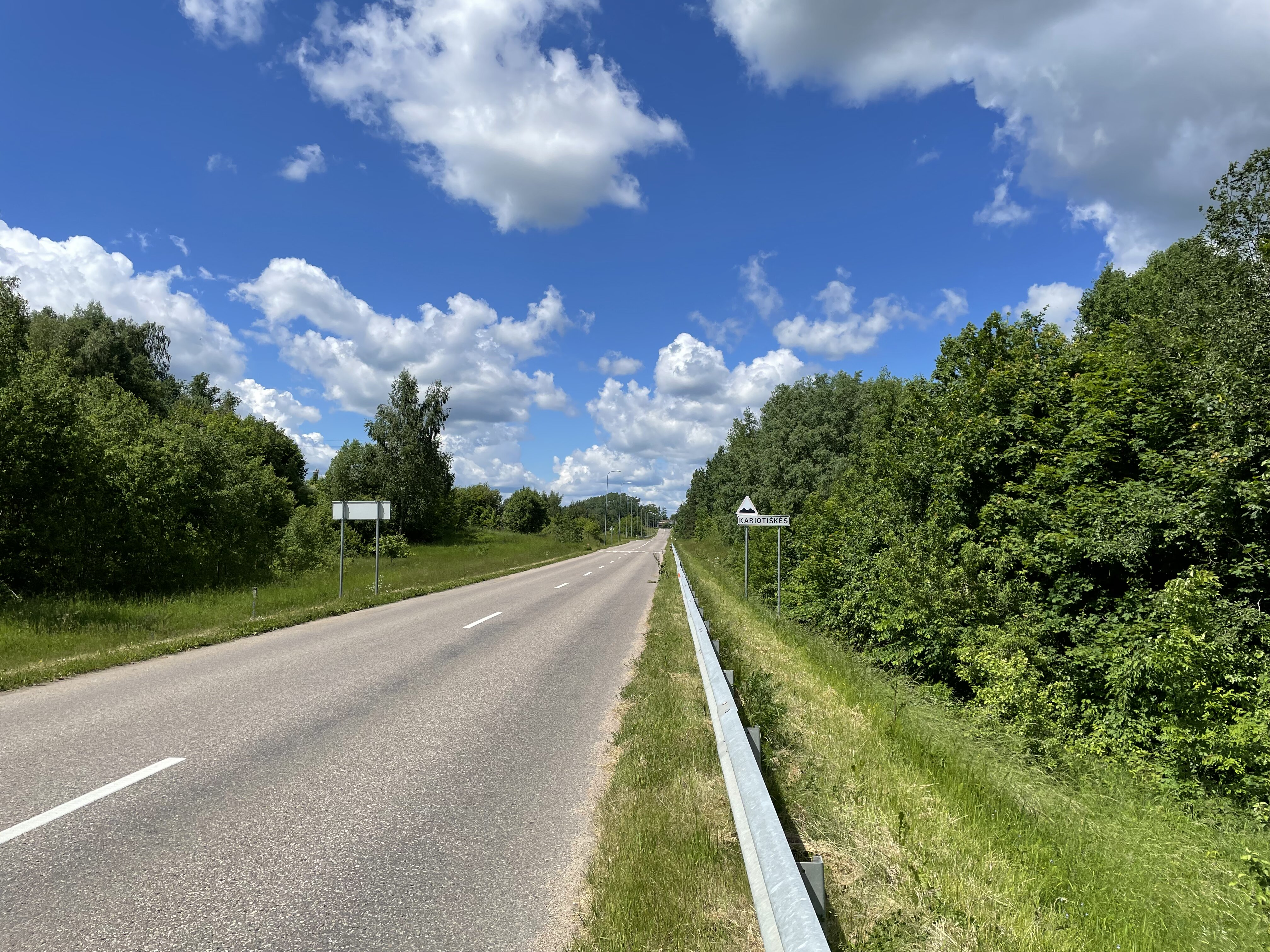
Въезд со стороны Лентвариса
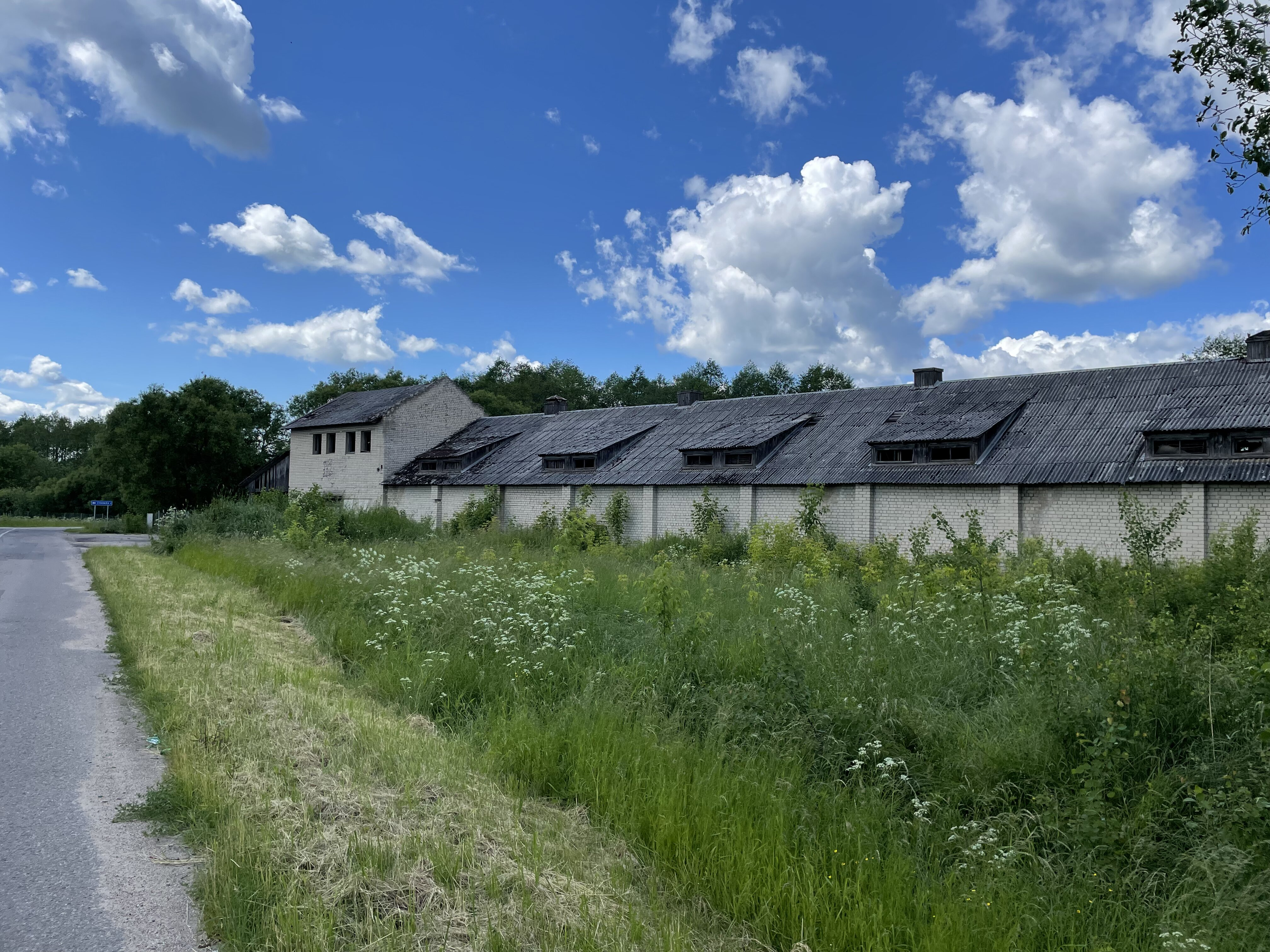
Заброшенный колхоз
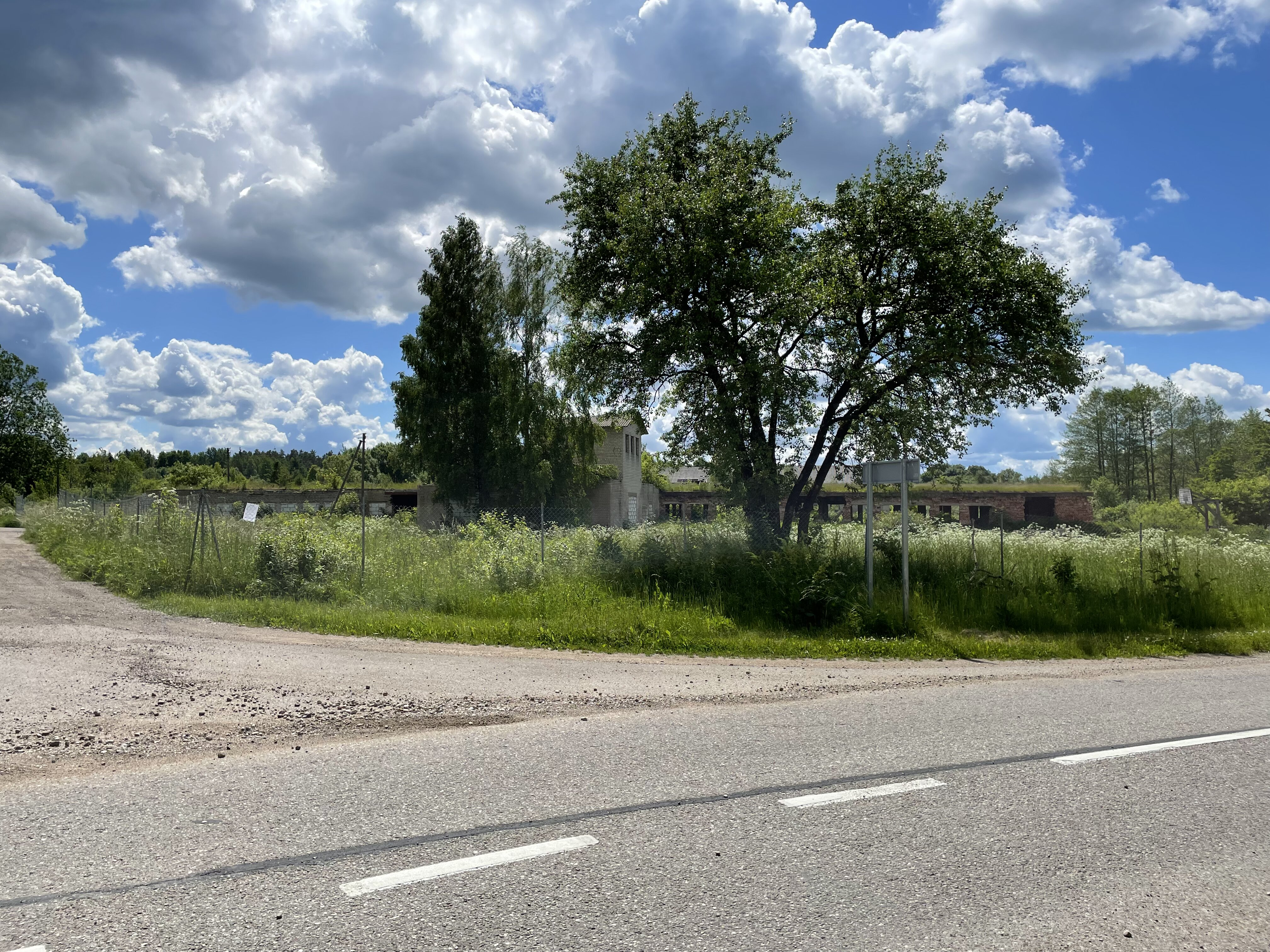
Заброшенный колхоз
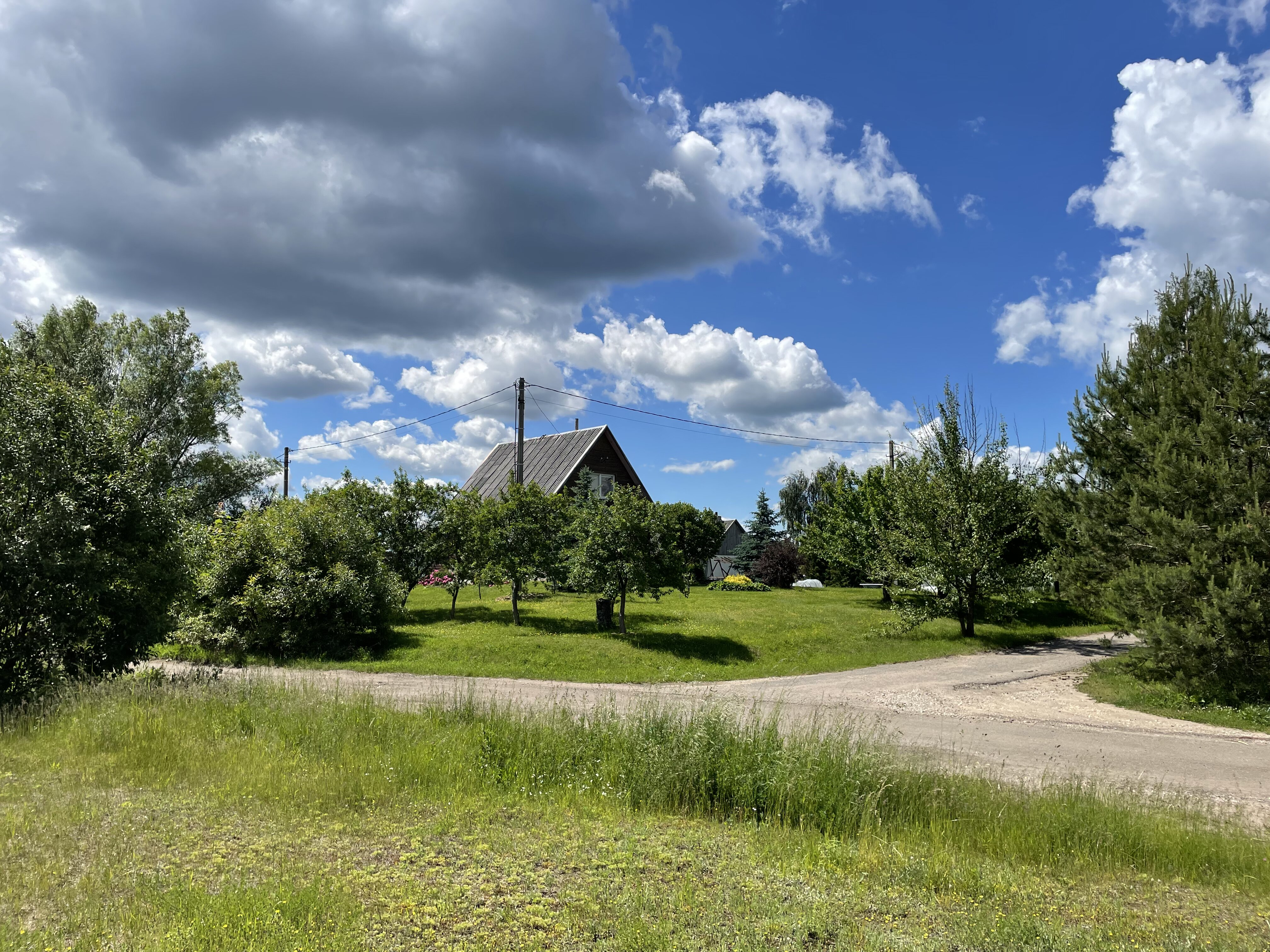
Улица Новая (Naujoji gatvė)
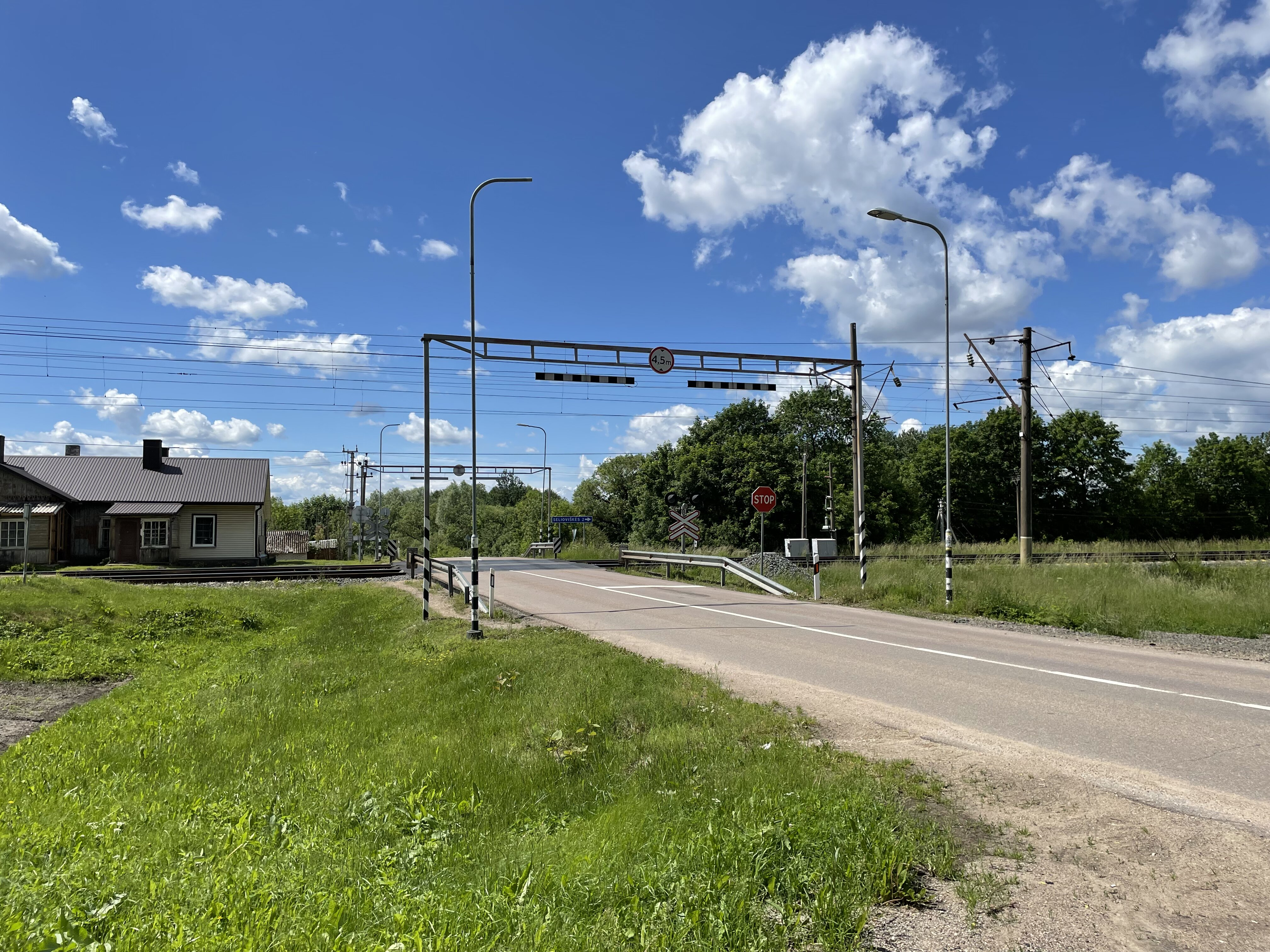
Ж/д переезд
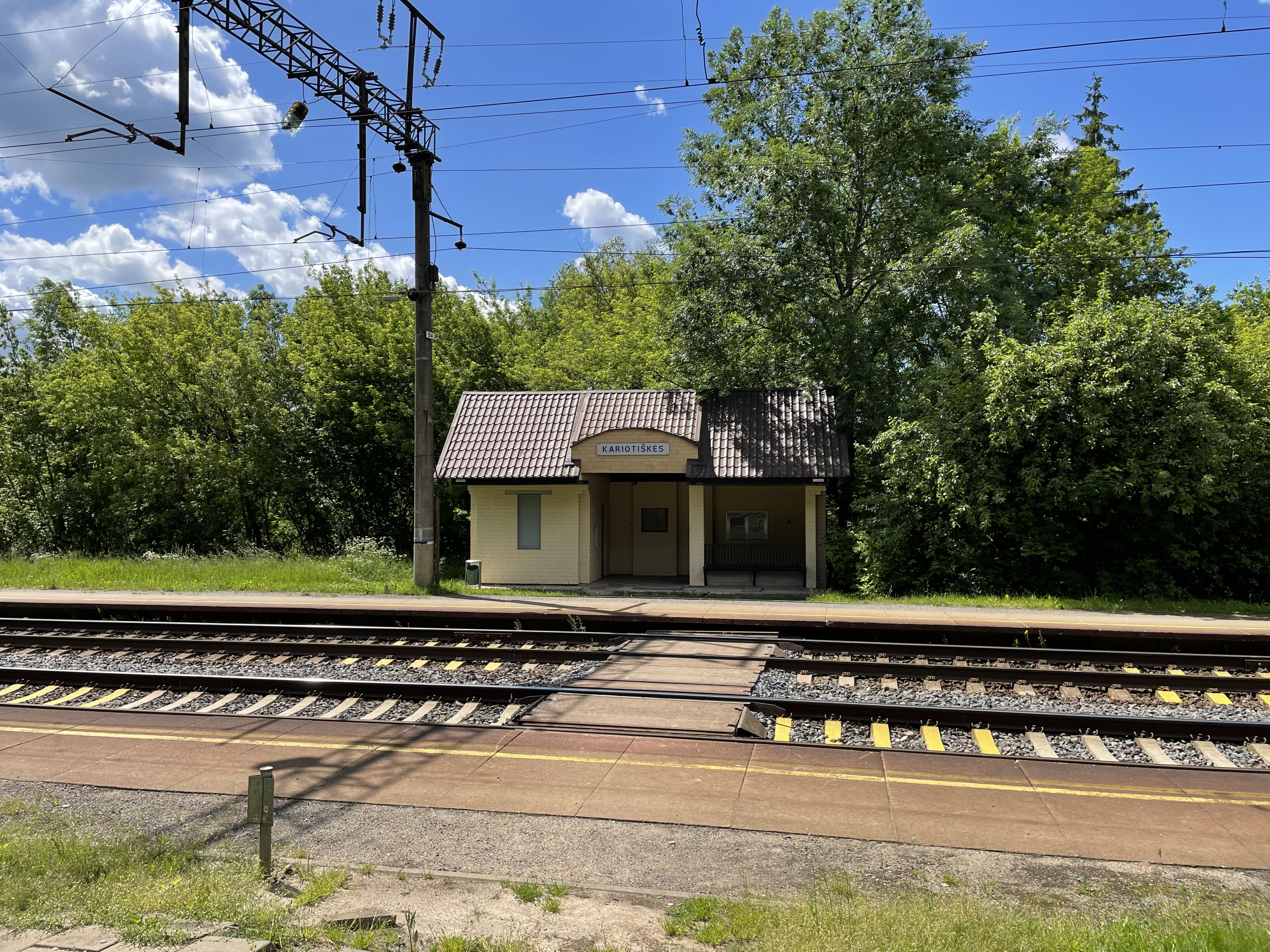
Железнодорожная станция
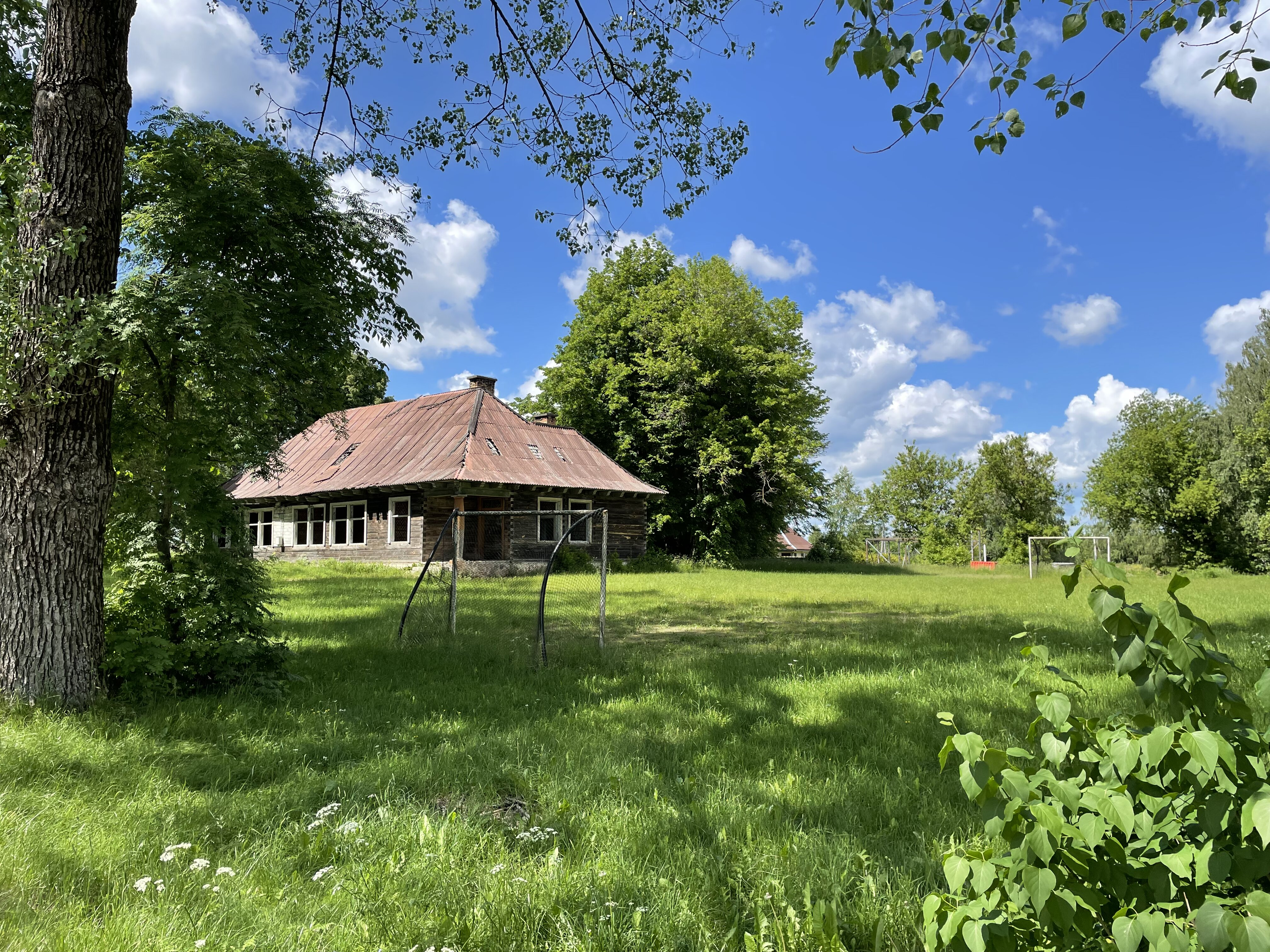
Заброшенная начальная школа
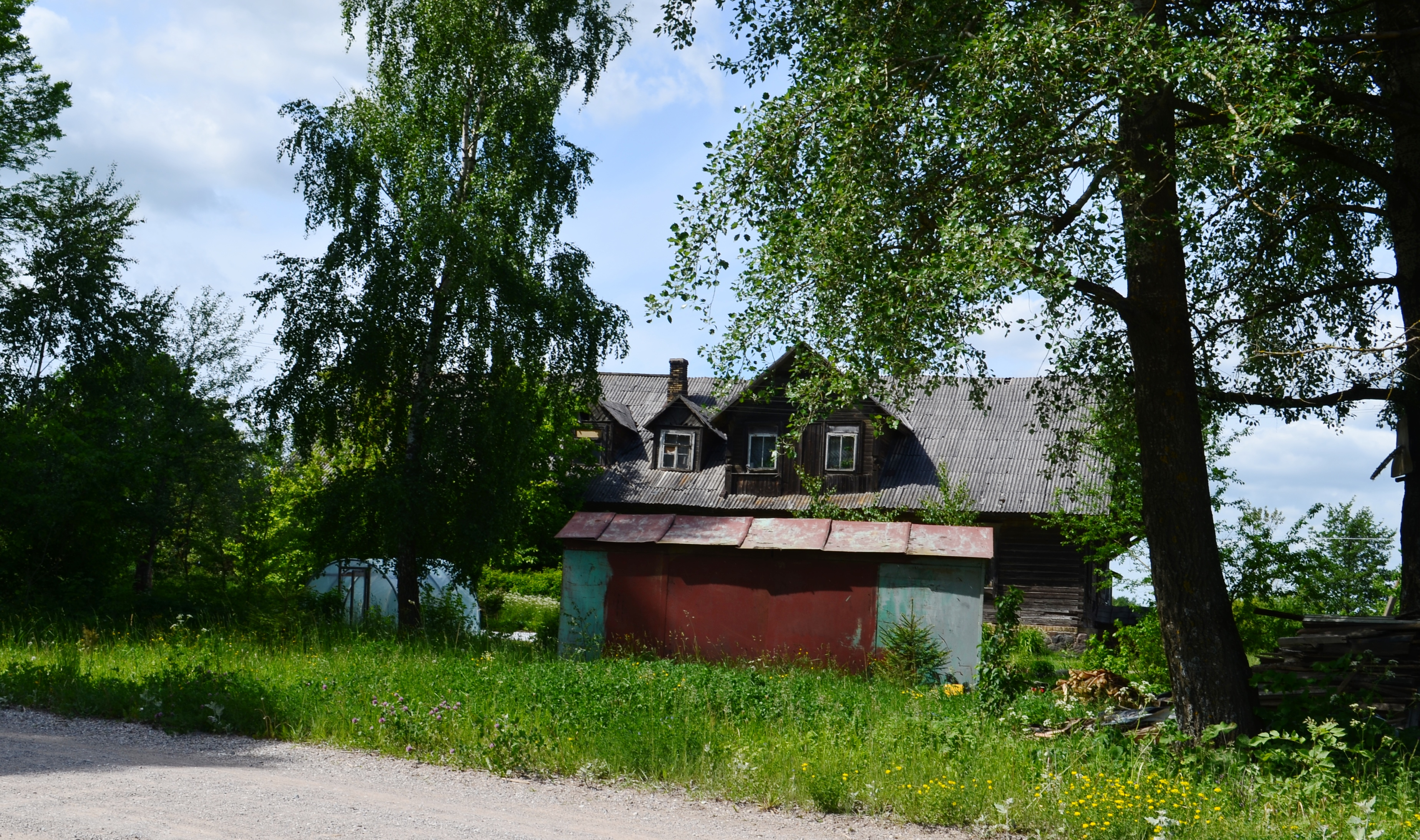
Заброшенный Кариотишский дворец